# Bathydrilus parvitheca
Bathydrilus parvitheca är en ringmaskart som beskrevs av Erséus 1978. Bathydrilus parvitheca ingår i släktet Bathydrilus, och familjen glattmaskar. Arten är reproducerande i Sverige.